# Pertusaria albissima
Pertusaria albissima är en lavart som beskrevs av Müll. Arg. Pertusaria albissima ingår i släktet Pertusaria och familjen Pertusariaceae.   Inga underarter finns listade i Catalogue of Life.